# جان نیومایر
جان نیومایر (انگلیسی: John Neumeier؛ زادهٔ ۲۴ فوریهٔ ۱۹۳۹) طراح رقص، رقصنده باله، کارگردان نمایش و فیلم‌نامه‌نویس اهل ایالات متحده آمریکا است. وی پایه‌گذار «مدرسهٔ باله هامبورگ» و مدیر بالهٔ «اپرای ایالتی هامبورگ» است. او دانش‌آموخته رشته مطالعات تئیاتر و ادبیات در دانشگاه مارکت است و مدتی نیز در کپنهاگ و لندن تحصیل کرده‌است. وی بسیار تحت تأثیر آثار و زندگی واتسلاف نیژینسکی بوده‌است و بیش از ۱۲۰ اثر هنری خلق کرده‌است که اقتباسی از منابع ادبی همچون اتوبوسی به نام هوس و لیلیوم هستند. وی اجراهای نمایشی-هنری اثرگذاری از زیبای خفته، فندق‌شکن و دافنس و کلوئه داشته‌است.
وی همچنین برندهٔ جوایزی همچون نشان دوستی، جایزه کیوتو و شوالیهٔ لژیون دونور شده‌است.